# Cá dày
Cá dày hay cá dầy (danh pháp khoa học: Channa lucius) là một loài cá của Họ Cá quả. Nó sống trong suối trong rừng và có thể đạt chiều 40 cm. Cá dày được biết đến trong tiếng Thái như pla krasong (Thái: ปลา กระสง). Tên gọi cá dầy/cá dày còn được dùng để chỉ loài Cyprinus melanes (có tại miền trung Việt Nam).

## Phân bố
Phạm vi của nó bao gồm hầu hết Đông Nam Á như Indonesia (đông nam Tây Sumatra, lưu vực các sông Mahakam và Kayan ở miền đông Kalimantan, lưu vực sông Kapuas ở miền tây Kalimantan nhưng có lẽ đã tuyệt chủng tại Java - nơi mà Heinrich Kuhl và Johan Coenraad van Hasselt đã thu thập mẫu vật của loài này vào khoảng năm 1821), Malaysia (Sarawak, Sabah, Malaysia bán đảo), Brunei, Singapore, Lào, Campuchia, Việt Nam, Thái Lan.